# Toktokkus mariae
Toktokkus mariae (лат.) — вид жуков-чернотелок рода Toktokkus из подтрибы Molurina трибы Sepidiini (Pimeliinae, Tenebrionidae). Афротропика: ?Намибия.

## Этимология
Видовое название T. mariae дано в честь Maria Antonina Kamińska (р.2016—), младшей дочери автора описания.

## Описание
Жуки-чернотелки средних размеров (длина тела 21 мм; ширина надкрылий 12 мм). На склоне и боках надкрылий имеют бугорки (без волосков). Благодаря наличию микротуберкул на надкрыльях, относительно небольшому размеру тела (21,0 мм) и чрезвычайно мелкопунктированному пронотальному диску этот новый вид близок к Toktokkus tuberculipennis. Однако его можно резко отличить от этого вида и всех других сородичей по наличию трёх отчётливо приподнятых параллельных рядов бугорков на каждом надкрылье. Развит расширенный и более широкий у основания эпиплеврит, окружающий пятый вентрит. Вид был впервые описан в 2022 году и включён в состав рода Toktokkus из подтрибы Molurina трибы Sepidiini (Pimeliinae, Tenebrionidae).

## Распространение
Встречается в Афротропике: «Damara». Предположительно ?Damaraland (Намибия).